# Подгруппа скандия
Подгру́ппа ска́ндия — химические элементы 3-й группы периодической таблицы химических элементов (по устаревшей классификации — элементы побочной подгруппы III группы). Ввиду особенностей строения электронной конфигурации элементов этой группы точный состав её в разных источниках имеет различия. ИЮПАК не даёт строгих рекомендаций по спецификациям формата периодической таблицы. Поэтому по составу группы 3 имеются и часто используются несколько конвенций. Следующие d-элементы из переходных металлов всегда считаются членами группы 3:
- скандий (Sc)
- иттрий (Y)

При определении оставшейся части группы 3 возникли 4 конвенции:
- Некоторые таблицы[2] включают в члены группы 3 лантан (La) и актиний (Ac) (начальные элементы семейств лантаноидов и актиноидов, соответственно). В наиболее часто встречающихся формах 3+ ионов эти элементы не имеют частично заполненных f-орбиталей, в результате чего их поведение ближе к поведению d-элементов.

- Некоторые таблицы[3] включают в члены группы 3 лютеций (Lu) и лоуренсий (Lr). Эти элементы стоят в конце списка семейств лантаноидов и актиноидов, соответственно. Поскольку для обоих этих металлов в электронной конфигурации основного состояния f-оболочки заполнены в полном объёме, то они ведут себя как наиболее близкие к d-элементам металлы из всех лантанидов и актинидов, и, таким образом, демонстрируют наибольшее сходство свойств со скандием и иттрием. Для лоуренсия ожидается именно такое поведение, но наблюдать его на практике не приходилось, поскольку этого элемента нет в достаточном количестве. (См. также Расширенная периодическая таблица элементов.)

Некоторые таблицы ссылаются на все лантаноиды и актиноиды как на членов группы 3. Третья и четвёртая конвенции различаются по этому условию:
- По третьей конвенции членами группы 3 считаются все 30 лантаноидов и актиноидов. Лантаноиды как электроположительные трёхвалентные металлы химически тесно связаны, и все они показывают много общего со скандием и иттрием.

- По четвёртой конвенции в группу 3 не включаются ни лантаноиды, ни актиноиды. Лантаноиды обладают дополнительными свойствами, характерными для их частично заполненных f-орбиталей, которые не являются общими со скандием и иттрием. Кроме того, актиноиды демонстрируют гораздо более широкий круг химических свойств внутри своего семейства (например, в размере диапазона степени окисления), чем лантаноиды, и сравнение со скандием и иттрием становится ещё менее продуктивным.

Термин редкоземельные элементы, часто использующийся для обозначения элементов группы 3, включает лантаноиды, но исключает актиноиды.
Также в третью группу должен входить унбиуний — гипотетический химический элемент с атомным номером 121 в периодической системе.

## Распространение в природе
Скандий, иттрий и лантаноиды (кроме прометия) встречаются в земной коре, как правило, вместе, и в относительном изобилии по сравнению с большинством d-металлов, но зачастую их трудно извлечь из руд.
Содержание в земной коре элементов подгруппы скандия таково: скандий – 2⋅10−4%, иттрий – 5⋅10−4%, лантан – 2⋅10−4%, актиний – 5⋅10−15%. Богатые каким–либо одним из них минералы встречаются крайне редко. Отдельные элементы подгруппы скандия и их производные ещё не нашли применения, а соединения актиния даже почти не изучены. Немногие имеющиеся данные указывают на его большое сходство с лантаном.
В более или менее чистом состоянии был пока выделен только лантан, свойства которого изучены довольно подробно. Он представляет собой белый металл с плотностью 6,2, несколько более твёрдый, чем олово, плавящийся при 826 и кипящий около 1800 °C. Электропроводность лантана примерно в два раза больше, чем у ртути.
Химическая активность лантана очень велика. Он медленно разлагает воду с выделением водорода, легко растворяется в кислотах и при нагревании энергично реагирует со всеми металлоидами. Свойства Sc и Y похожи на свойства лантана. В своих соединениях скандий и его аналоги исключительно трёхвалентны.

## Биологическая химия
Элементы 3 группы, как правило, являются твёрдыми металлами с низкой растворимостью в воде, поэтому они имеют чрезвычайно низкую доступность для биосферы. Ни один элемент группы 3 не играет никакой документально подтверждённой биологической роли в живых организмах. Радиоактивность актиноидов в целом делает их весьма токсичными для живых клеток.

## Фотографии
- Элементы подгруппы скандия
- Скандий
- Иттрий

- Лантаноиды
- Лантан
- Церий
- Празеодим
- Неодим
- Самарий
- Европий
- Гадолиний
- Тербий
- Диспрозий
- Гольмий
- Эрбий
- Тулий
- Иттербий
- Лютеций